# Cupania
Cupania är ett släkte av kinesträdsväxter. Cupania ingår i familjen kinesträdsväxter.

## Dottertaxa tillCupania, i alfabetisk ordning[1]
- Cupania americana
- Cupania belizensis
- Cupania bracteosa
- Cupania castaneifolia
- Cupania cinerea
- Cupania clavelligera
- Cupania concolor
- Cupania congestiflora
- Cupania crassifolia
- Cupania dentata
- Cupania diphylla
- Cupania dukei
- Cupania emarginata
- Cupania fluminensis
- Cupania furfuracea
- Cupania glabra
- Cupania grandiflora
- Cupania guatemalensis
- Cupania hirsuta
- Cupania hispida
- Cupania impressinervia
- Cupania inaequilatera
- Cupania juglandifolia
- Cupania kukenanica
- Cupania lanuginosa
- Cupania largifolia
- Cupania latifolia
- Cupania liberiana
- Cupania livida
- Cupania longicaudata
- Cupania ludowigii
- Cupania macropoda
- Cupania macrostylis
- Cupania mollis
- Cupania moraesiana
- Cupania oblongifolia
- Cupania olivacea
- Cupania paniculata
- Cupania platycarpa
- Cupania polyodonta
- Cupania racemosa
- Cupania radlkoferi
- Cupania rigida
- Cupania riopalenquensis
- Cupania rubiginosa
- Cupania rufescens
- Cupania rugosa
- Cupania schizoneura
- Cupania scrobiculata
- Cupania seemanni
- Cupania semiglabra
- Cupania sordida
- Cupania spectabilis
- Cupania sylvatica
- Cupania tenuivalvis
- Cupania triquetra
- Cupania vernalis
- Cupania zanthoxyloides